# Charles Gargano
Charles A. Gargano (* 1934 in Avellino, Italien) ist ein US-amerikanischer Unternehmer und Diplomat. Gargano war designierter Botschafter der Vereinigten Staaten in Österreich, trat dieses Amt aber nie an.

## Karriere
1938 wanderte Charles Garganos Familie in die USA aus. Er studierte an der Fairleigh Dickinson University (Bachelor und MBA) sowie am Manhattan College (Master) und arbeitete dann als Bauingenieur in New York. Ende der 1970er-Jahre war er Vorstandsmitglied im New Yorker Bauunternehmens J. D. Posillico.
1981 ernannte ihn Präsident Ronald Reagan zum Vizedirektor für öffentlichen Nahverkehr in der US-Regierung. 1988 wurde er als Nachfolger von Sheldon J. Krys US-Botschafter im karibischen Inselstaat Trinidad und Tobago. Während seiner Amtszeit kam es zum erfolglosen Putschversuch der muslimischen Organisation Jamaat al Muslimeen.
Gargano blieb weiterhin als renommierter Projektentwickler im Städtebau in New York aktiv und verbrachte nur rund die Hälfte seiner Amtszeit in Port of Spain, so dass er diesbezüglich vom US-Außenministerium gerügt wurde. Seine Zeit als Botschafter endete im Juni 1991; er wurde durch Sally G. Cowal ersetzt.
Bis Ende 2007 war Gargano Vizepräsident der Hafenbehörde von New York und New Jersey. Daneben war er Wirtschaftsberater des New Yorker Gouverneurs George Pataki (Republikanische Partei). Als Chef der bundesstaatlichen Immobiliengesellschaft Empire State Development Corporation war er federführend beim Wiederaufbau Lower Manhattans nach den Terroranschlägen am 11. September 2001.
Am 5. November 2007 nominierte Präsident George W. Bush ihn als Nachfolger von Susan McCaw zum Botschafter in Österreich, wobei die Zustimmung des US-Senats ausständig blieb. Gargano zählt zu jenen US-Botschaftern, die sich als finanzkräftige Unterstützer in Bushs Wahlkampf ausgezeichnet hatten. Aufgrund der Stimmverhältnisse im US-Parlament wurde Gargano nie für das Amt in Wien gewählt. Erst am 27. Juni stimmte der Senat der Ernennung von David F. Girard-diCarlo, Anwalt aus Pennsylvania, zum neuen Botschafter für Österreich zu.
Gargano war als Gastschauspieler in den Filmen „World Trade Center“ (2006) an der Seite von Nicolas Cage und „Im Auftrag des Teufels“ (1997) mit Keanu Reeves und Al Pacino zu sehen.